# 최성수 (가수)
최성수(崔誠洙, 1960년 3월 25일 ~ )는 대한민국의 가수이자 배우이다.

## 생애
1959년 3월 25일 서울 출생이며 광주광역시에서 잠시 유년기를 보낸 적이 있다.  1967년 3월 본래 9세 만 8세 국민학교에 입학하였고 1979년 2월 본래 21세 만 20세 고등학교를 졸업했다. 1978년 언더그라운드 라이브 클럽에서 통기타 음악 가수로 데뷔하였고 1983년에 《그대는 모르시더이다》로 가수로서 정식 데뷔한 이후 《풀잎 사랑》, 《해후》, 《동행》, 《남남》, 《기쁜 우리 사랑은》등의 히트곡을 발표했다. 
1985년에는 영화 《창밖에 잠수교가 보인다》의 단역으로 배우로 데뷔한 바 있으며 이어 같은 해 꾸러기들이라는 포크 팝 보컬 음악 그룹에서 잠시 활동하였고 그 후 1987년 솔로 가수 활동을 재개하였으며 2002년에는 뮤지컬 배우로 데뷔하였다. 미국 버클리 음악대학교에서 뮤지컬학사 학위를 받았으며 현재 예당아트TV 사장으로 재직하고 있으며, 아울러 장안대학교에서 실용음악과 교수로도 재직 중에 있다.

## 학력
- 서울 중앙대학교 사범대학 부속고등학교 졸업
- 미국 버클리 음악대학교 뮤지컬학과(부전공: 작곡) 학사
- 미국 아메리칸 뮤지컬 앤드 드라마틱 아카데미 음악대학원 음악연출학과 음악학 석사
- 중앙대학교 예술경영 대학원 석사

## 앨범

### 정규 앨범
- 1집 《남남 · 애수》(1986년)
- 2집 《동행 · 해후 · 풀잎사랑 · 그대에게 무슨말을 할까》(1987년)
- 3집 《후인》(1988년)
- 4집 《잊지 말아요 · 나보다 더 아픈 가슴을 위해》(1989년)
- 5집 《아침이 오면 · 비창 》(1990년)
- 6집 《TV를 보면서 · 누드가 있는 방》(1993년)
- 7집 《고독은 시간이 흐를 수록》(1994년)
- 8집 《Choi Sung Soo》(1997년)
- 9집 《New & Best》(2002년)
- 9.5집 《Choi Sung Soo 9.5 Special》(2003년)
- 10집 《로망스》(2007년)

### OST
- 《아버지처럼 살기 싫었어》OST (2001년)
- 《그대를 알고부터》OST (2002년)
- 《얼마나 좋길래》OST (2006년)

### 주제가
- 《황금연필과 개구장이 외계소년》(1983년) - 민경옥과 같이 주제가를 맡음.

## 소속
- 예당아트TV 사장

## 출연작

### 영화
- 1985년 《창밖에 잠수교가 보인다》 ... (단역)

### 뮤지컬
- 1986년 《포기와 베스》 ... 포기 역(남자 주인공)
- 1987년 《지붕 위의 바이올린》 ... 페르치크 역(단역)
- 1988년 《호동 왕자》 ... 호동 왕자 역(주인공)

### TV 프로그램
- 2019년 MBC《미스터리 음악쇼 복면가왕》 ... 노래 잘 하는 1등 신랑감 김서방 (참가자 및 우승)
- 2023년 KBS 1TV 《아침마당》 ... 9506회, 화요초대석 게스트

### 광고
- 1985년 : 청보식품 알짜배기 육개장 (feat 임지훈)
- 1986년 크라운제과 밀크카라멜
- 1987년 : 코카콜라음료[1] 암바사

## 수상

### 수상 내역
- 1987년 한국 노랫말 대상 - 밝은 노랫말 상 (풀잎사랑)
- 1987년 KBS 가요대상 올해의 가수상
- 1987년 KBS 가요대상 PD선정 가수상
- 1987년 일간스포츠 골든 디스크 본상
- 1988년 일간스포츠 골든 디스크 본상
- 1988년 MBC 가요대제전 10대가수상
- 1988년 KBS 가요대상 올해의 가수상
- 1989년 KBS 가요대상 올해의 가수상

### 가요 프로그램 1위
| 연도            | 수상 내역 (총 13회) |
| --------------- | --- |
| 1987년 (총 3회) | - 남남 (총 1회) - 3월 25일 MBC 《가요톱텐》 1위 - 애수 (총 2회) - 7월 15일 MBC 《가요톱텐》 1위 - 7월 22일 MBC 《가요톱텐》 1위 (2주 연속) |
| 1988년 (총 6회) | - 동행 (총 6회) - 2월 3일 KBS 《가요톱텐》 1위 - 2월 17일 KBS 《가요톱텐》 1위 (통산 2주) - 2월 24일 KBS 《가요톱텐》 1위 (2주 연속, 통산 3주) - 3월 2일 KBS 《가요톱텐》 1위 (3주 연속, 통산 4주) - 3월 9일 KBS 《가요톱텐》 1위 (4주 연속, 통산 5주) - 3월 16일 KBS 《가요톱텐》 1위 (5주 연속, 통산 6주) (골든컵) |
| 1990년 (총 4회) | - 잊지 말아요 (총 1회) - 4월 8일 KBS 《가요톱텐》 1위 - 4월 25일 MBC 《쇼네트워크》 1위 - 5월 2일 MBC 《쇼네트워크》 1위 (2주 연속) - 5월 16일 MBC 《쇼네트워크》 1위 (3주 연속) |